# Carretera Central en Lima
La carretera Central se inicia en el intercambio vial de Santa Anita y se extiende hacia el este. Alrededor de la carretera alberga las sedes de algunas industrias. Así como se caracteriza por el mayor movimiento comercial de toda la ciudad. La vía es transitada por vehículos pesados, buses y particulares que salen de la capital. Alrededor de 7 mil vehículos transitan diariamente.
El 20 de mayo de 2015, en el tramo llamado Nicolás Ayllón, se inició el cierre de algunos tramos entre el puente de Santa Anita y el Mercado Mayorista, debido a la construcción de seis pozos de ventilación, cinco estaciones y el túnel de la línea 2 del Metro de Lima y Callao. En 2019, se informó el cierre de este tramo de la carretera, desde el cruce con la avenida José Carlos Mariátegui hasta el cruce con el jirón El Triunfo. El 23 de febrero de 2024, se anunció que se han liberado tres carriles en la cuadra 47. El 2 de marzo de 2024, se reabrieron seis carriles, desde la cuadra 51 hasta la 54, que se encontraban cerrados por las obras de la línea 2 del Metro de Lima y Callao. El 24 de mayo de 2024, la ATU anunció la reapertura de 2,8 kilómetros de vía entre la calle 15 y la avenida Central por obras de la Línea 2 del Metro de Lima y Callao, y el retorno de 68 rutas de transporte público.
Cuenta con ciclovías en los alrededores de la estaciones entre las estaciones Evitamiento y Santa Anita.

## Recorrido
El tramo es la continuación de la avenida Nicolás Ayllón. En su recorrido se superponen las avenidas Nicolás Ayllón (desde la vía de Evitamiento hasta el límite con la provincia de Huarochirí), Victor Raúl Haya de la Torre (entre las avenidas La Molina y José Carlos Mariategui) y Lima (avenidas Lima norte y sur, en la zona de Chosica).

## Galería

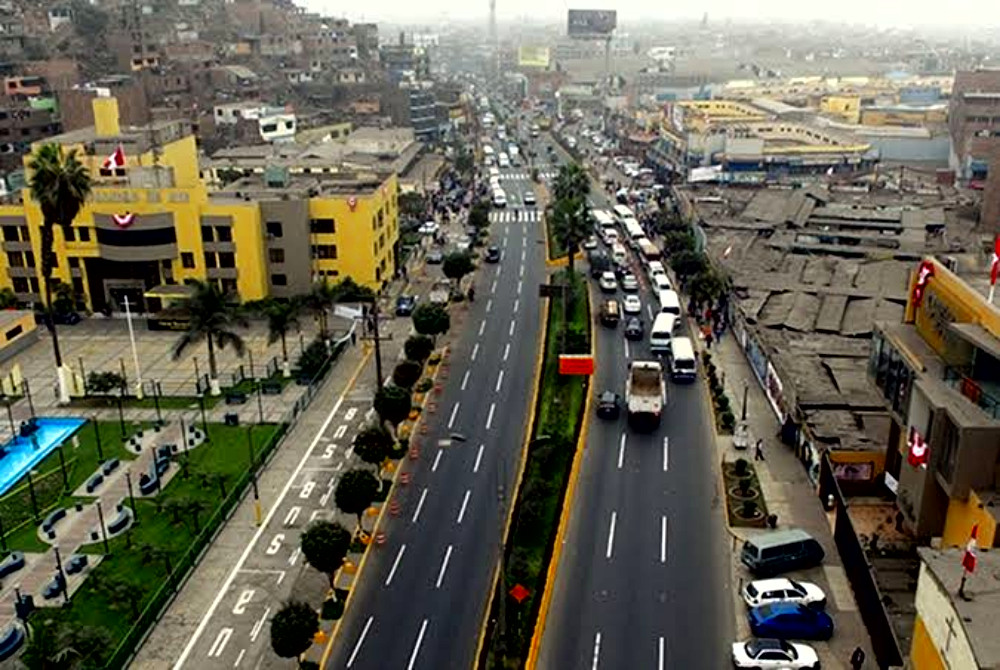
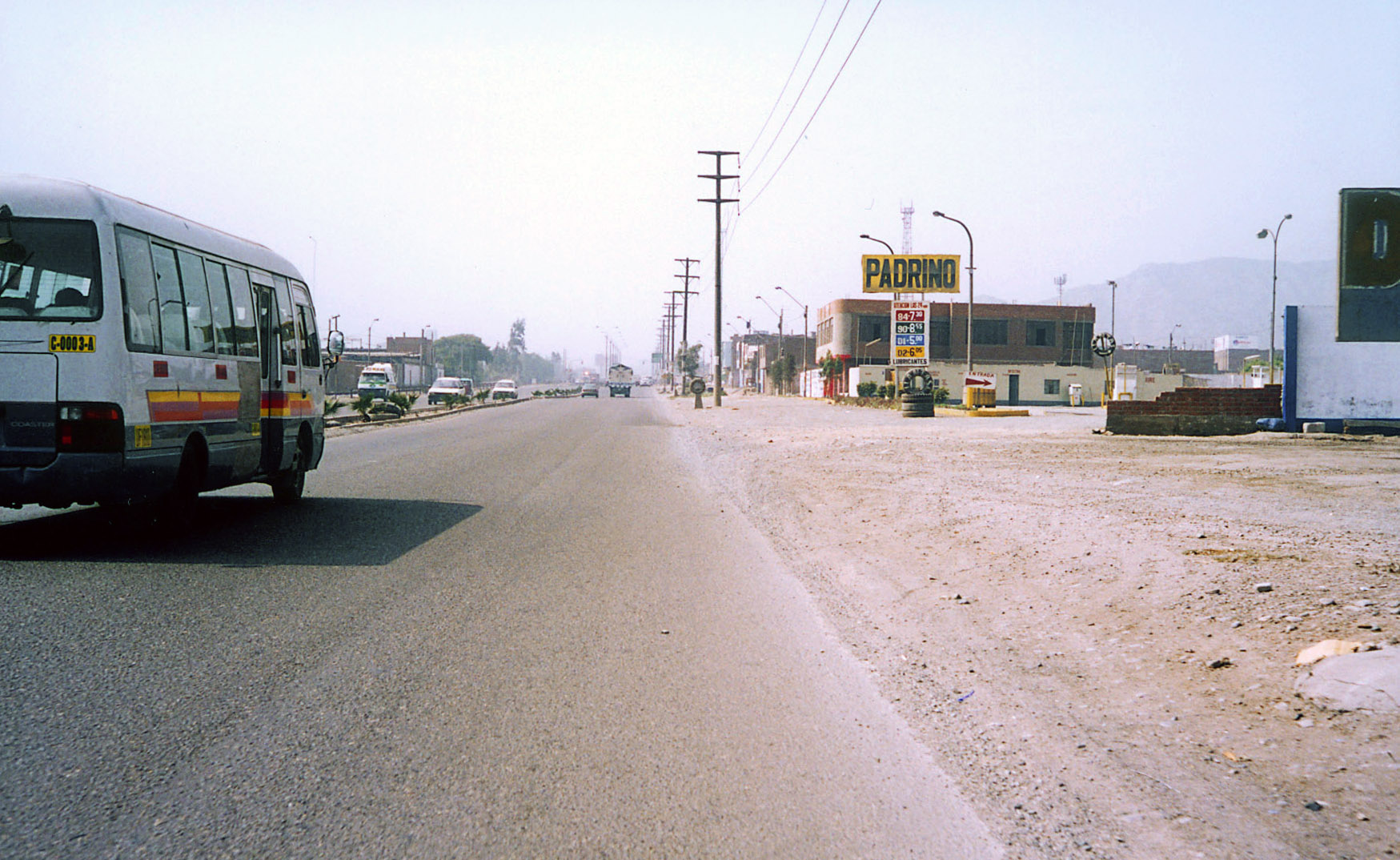